# Entscheidungsspiel
Das Entscheidungsspiel ist ein Begriff aus dem Sport. Es ist eine Möglichkeit, eine Entscheidung zwischen zwei bis dahin gleich starken Kontrahenten herbeizuführen, wenn ein Unentschieden (Gleichstand) nicht vorgesehen ist.
Alternativen sind
- die Spielzeit verlängern
- zusätzliche Spieldurchgänge anhängen (z. B. zusätzliche Innings im Baseball)
- Strafstöße (z. B. Elfmeterschießen im Fußball, Siebenmeterwerfen im Handball, Penaltyschießen im Eishockey)
- Untergeordnete Vergleiche heranziehen (z. B. die Anzahl von Strafen, UEFA-Koeffizienten)
- Losen

## Fußball

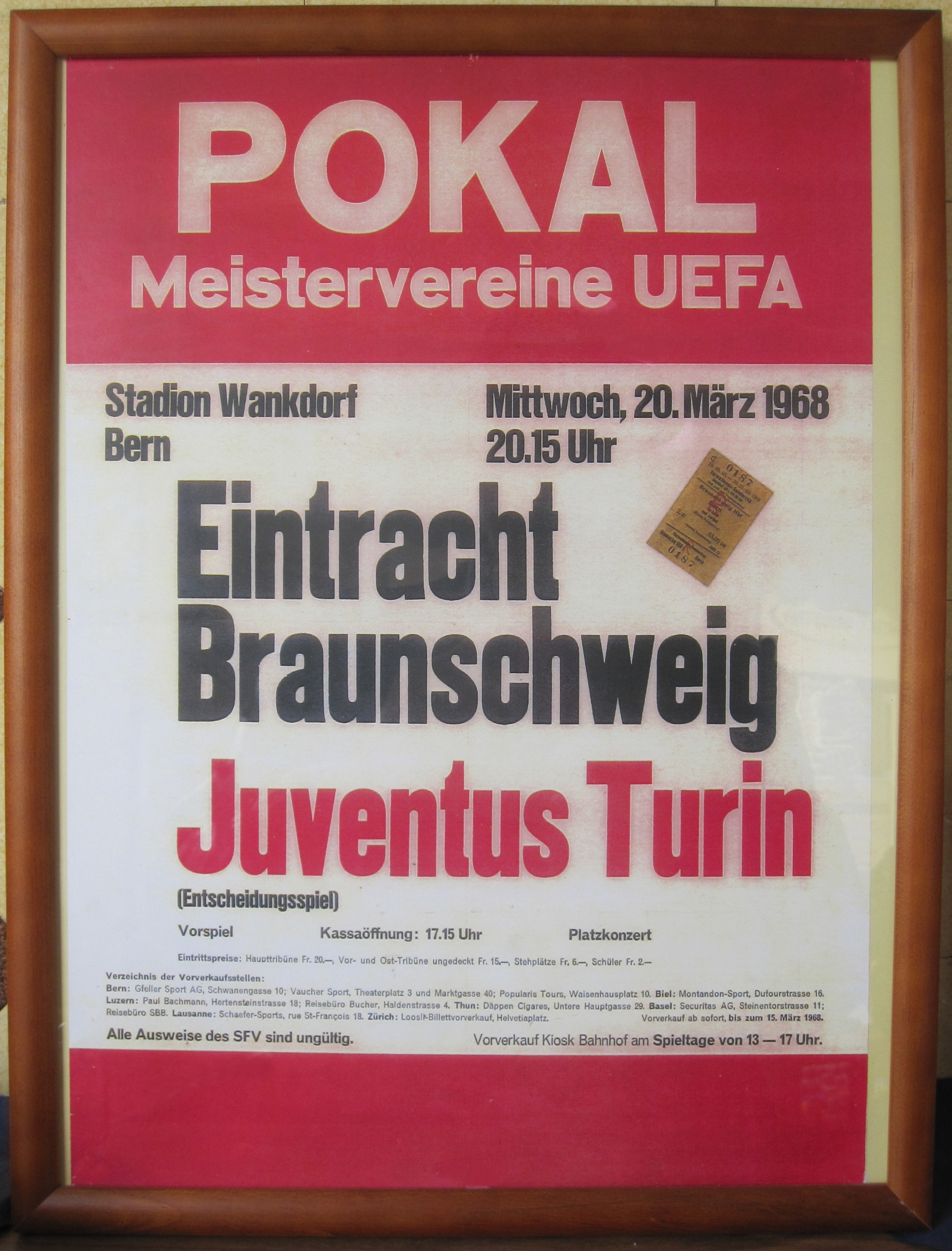
Ankündigung eines Entscheidungsspiels im Europapokal der Landesmeister 1967/68

Der Begriff Entscheidungsspiel bezeichnet im Fußball eine Begegnung zweier Mannschaften, in der beispielsweise eine Entscheidung über den Auf- oder Abstieg eines Teams in die nächsthöhere bzw. nächstniedrigere Spielklasse fällt. Voraussetzung für ein Entscheidungsspiel ist die Punktzahl der beiden betroffenen Vereine nach Abschluss der Saison und die damit verbundene Platzierung auf einem Rang in der Tabelle, der für Auf- oder Abstieg von Bedeutung ist.
In Deutschland werden zwischen dem Drittletzten der Bundesliga und dem Dritten der 2. Bundesliga Relegationsspiele mit Hin- und Rückspiel ausgetragen. Ebenso werden zwischen dem Drittletzten der 2. Bundesliga und dem Dritten der 3. Liga Relegationsspiele mit Hin- und Rückspiel ausgetragen. Die drei Aufsteiger in die 3. Liga werden zwischen den fünf Regionalliga-Meistern und dem Zweiten der Regionalliga Südwest in einer Aufstiegsrunde mit drei Spielpaarungen in Hin- und Rückspiel ermittelt. In den tieferen Spielklassen fallen die Entscheidungen in Hin- und Rückspiel oder in einem Spiel, notfalls per Elfmeterschießen.
Entscheidungsspiele kommen jedoch auch in Pokalwettbewerben wie dem FA Cup oder früher dem DFB-Pokal vor, wenn ein Spiel unentschieden endet. Im DFB-Pokal wurde allerdings bei einem Unentschieden zuerst eine Verlängerung gespielt. Auch in den Europapokalwettbewerben der UEFA gab es Entscheidungsspiele, wenn eine Begegnung mit Hin- und Rückspiel punkt- und torgleich ausging. In der Regel wurden diese auf einem neutralen Platz ausgetragen. Auch Endspiele wurden früher bei einem Unentschieden wiederholt. 
In der Qualifikation zur Fußball-Weltmeisterschaft 2010 musste ein Entscheidungsspiel zwischen Algerien und Ägypten über die Teilnahme an der WM in Südafrika entscheiden. Nach den regulären Spielen waren Ägypten und Algerien in ihrer Gruppe punktgleich (13 Pkt.), hatten in allen Spielen ihrer Gruppe insgesamt die gleiche Tordifferenz erreicht (+5) und außerdem dabei die gleiche absolute Torzahl geschossen (9). Im direkten Spiel gegeneinander hatten sie jeweils einmal gewonnen (3 Pkt.) und dabei die gleiche Tordifferenz (3:3) erzielt. Gemäß den FIFA-Regeln wurde daraufhin  ein Entscheidungsspiel auf neutralem Platz festgesetzt, dessen Gewinner sich letztlich für die Endrunde der Weltmeisterschaft qualifizierte. Algerien gewann das Spiel in Omdurman (Sudan) mit 1:0.

## Tennis
Im Tennis wird der Tie-Break gelegentlich als Entscheidungsspiel bezeichnet, das eine Entscheidung in einem Satz zugunsten eines der beiden Spieler herbeiführen soll.

## Barrage
In Sportarten, die in Frankreich ihren Ursprung haben wie Pétanque oder in Frankreich sehr beliebt sind wie Rugby oder Radsport wird der Begriff Barrage für Entscheidungsspiele bzw. -rennen benutzt. Der Begriff wird vor allem in frankophonen Ländern auch im Fußball benutzt.
Siehe auch: Play-off